# توقيت عالمي منسق

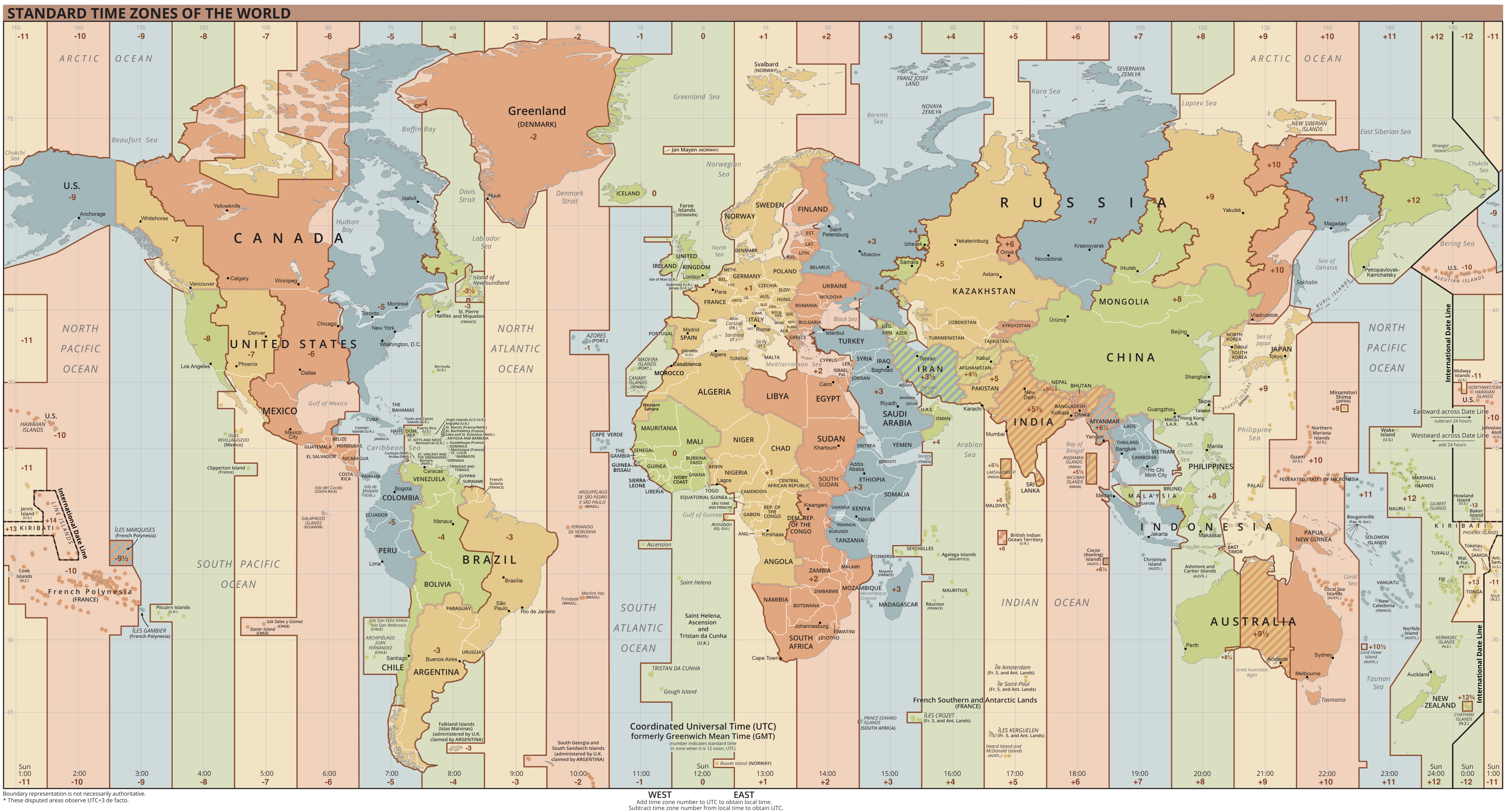
المملكة العربية السعودية

التوقيت العالمي الموحّد أو التوقيت العالمي المنسّق (UTC-) (بالإنجليزية: Universal Time Coordinated، بالفرنسية: Temps Universel Coordonné) هو مقياس عالي الدقة للتوقيت الذري العالمي. يستخدم هذا التوقيت ثوانٍ موحدة مُعرفة بواسطة معيار التوقيت الذري العالمي (ت ذ د - TAI) بالإضافة إلى ثوانٍ كبيسة يعلن عنها خلال فترات غير منتظمة لتعويض التباطؤ في سرعة دوران الأرض حول نفسها وتناقضات أخرى. تستخدم الثانية الكبيسة لتقريب التوقيت العالمي المنسق قدر الإمكان من التوقيت العالمي (UTت ع[بحاجة لمصدر]) والذي يعتمد على الدوران غير المنتظم للأرض حول نفسها بدلا من استخدام الثانية الموحدة؛ يعرف هذا التوقيت أيضا بتوقيت زولو ويرمز له بـ (Z-ز[بحاجة لمصدر]).
يُحْسَب توقيت المناطق الزمنية حول العالم إما من خلال زيادة موجبة أو سالبة عن التوقيت العالمي. التوقيت العالمي يختلف برقم تفاضلي من الثواني عن الطائف ورقم كسري من الثواني عن التوقيت العالمي UT1.

## التسمية
أراد الاتحاد الدولي للاتصالات وضع اختصار موحد يستعمل في كافة اللغات للإشارة إلى التوقيت العالمي المنسق. فاقترح الناطقون بالإنكليزية استخدام اختصارهم coordinated universal time - CUT بينما اقترح الناطقون بالفرنسية استخدام اختصارهم temps universel coordonné - TUC وكحل وسط اُعْتُمِدَت صيغة تستخدم ال bb كلمات الإنكليزية وتركيب الجملة بالفرنسية فنشأ عن ذلك الاختصار (UTC)كحل وسط بين الإنجليزية والفرنسية، كما يتناسب هذا الاختصار مع الاختصارات المستعملة للدلالة على الأنواع المختلفة من التوقيت العالمي كـ توقيت عالمي.

## الآليّة
يقسم التوقيت العالمي المنسق الزمن إلى أيام يشار إليها بشكل تقليدي وفق التقويم الجورجياني (لكن يمكن استخدام الترقيم الجيولياني للأيام أيضا) وكل يوم إلى 24 ساعة وكل ساعة إلى 60 دقيقة وكل دقيقة إلى 60 ثانية تقريبا حيث يتغير هذا العدد بشكل طفيف. غالبا ما يتكون اليوم من 86400 ثانية أي ما يعادل 60 ثانية في الدقيقة الواحدة لكن يحدث أحيانا أن تتكون الدقيقة الأخيرة في اليوم من 59 ثانية أي 86399 ثانية لليوم الواحد أو من 61 ثانية أي 86401 ثانية لليوم الواحد تدعى هذه الثانية التي تُضَافُ بالثانية الكبيسة.
اُشْتُقَّ التوقيت العالمي الموحد من التوقيت الذري الدولي والذي يمثل التوقيت الفعلي على سطح الأرض من دون الاعتماد على دوران الأرض حول نفسها. ويمكن في أي لحظة الحصول على التوقيت العالمي المنسق كتابع خطي للتوقيت الذري الدولي. يسري التوقيت العالمي المنسق بمعدل مساوٍ للتوقيت الذري الدولي ولكي يبقى أقرب ما يمكن للتوقيت العالمي يحتوي التوقيت العالمي المنسق على نقاط انقطاع حيث يُنْتَقَلُ من تابع TAI خطي إلى آخر. نقاط الانقطاع هذه تأخذ شكل قفزات تُطَبَّق من خلال يوم ذو طول غير نظامي بحيث يتغير معدل دقات التوقيت العالمي المنسق بالنسبة للتوقيت الذري الدولي. تطبق هذه الانقطاعات في آخر الشهر فقط.
تقوم الهيئة الدولية لدوران الأرض والنظم المرجعية IERS بنشر الفرق بين التوقيت العالمي المنسق والتوقيت العالمي DUT1 = UT1 – UTC وتقوم بتطبيق التعديلات اللازمة بالتوقيت العالمي المنسق بحيث يبقى الفرق DUT1 ضمن المجال ±0.9 ثانية؛ منذ العام 1972 كانت هذه التعديلات عبارة ثانية كبيسة وهي قفزات بحجم ثانية واحدة تطبق في نهاية يوم 30 يونيو أو 31 ديسمبر. يمكن تطبيق هذه التعديلات أيضا في نهاية 31 مارس أو 30 سبتمبر لكن IERS لم تجد ذلك ضروريا.